# Cognac-la-Forêt
Cognac-la-Forêt település Franciaországban, Haute-Vienne megyében. Lakosainak száma 1199 fő (2022. január 1.). Cognac-la-Forêt Sainte-Marie-de-Vaux, Saint-Auvent, Saint-Brice-sur-Vienne, Saint-Cyr, Saint-Laurent-sur-Gorre, Saint-Martin-de-Jussac, Saint-Priest-sous-Aixe, Saint-Victurnien, Saint-Yrieix-sous-Aixe és Séreilhac községekkel határos.

## Népesség
A település népességének változása:
| Lakosok száma | 1102 | 1166 | 1245 | 1185 | 1187 | 1188 | 1191 | 1198 | 1199 |
|               | 2013 | 2015 | 2016 | 2017 | 2018 | 2019 | 2020 | 2021 | 2022 |